# ロケットアンカー
ロケットアンカーは、アニメ「宇宙戦艦ヤマトシリーズ」に登場する架空の装備。本記事では、他作品に登場する類似した装備についても記述する。

## 概要
オリジナルシリーズでは宮武一貴、『2199』シリーズでは玉盛順一朗が設定デザインを担当。
現実世界の船舶などで使用される錨と同様の装備であり、ロケット推進力（いわゆる小型のスラスター）を持つ錨と鎖状の部品から構成される。
ヤマトの艦首部の両舷に、1基ずつ装備されている。海上停泊時には海中に投錨し、宇宙空間では周辺の大きな浮遊物に打ち込み、船体を固定するために使用される。打ち込んだ後に錨を巻き上げ、対象を引き寄せるウインチのような使用も可能であるなど、多様な用途を持つ。
このように応用性は高いが、第1作以外では「ロケットアンカー」としての使用例に乏しく、通常の錨として使用されることがほとんどであった。『宇宙戦艦ヤマト2199』で地球側メカニカルデザインを担当した玉盛順一朗は本装備に強いこだわりを持っており、旧作シリーズの続編での扱われ方には不満を抱いている。それゆえ、『2199』では本装備の設定についてもかなり細かく描いており、劇中でも反映されている。

## 劇中での登場
ロケットアンカーとしての使用例について記述する。
『宇宙戦艦ヤマト』
第7話では、反射衛星砲の攻撃を受けてブレーキが効かなくなったヤマトが冥王星の裏側に回り込んだ際、冥王星の衛星に対して打ち込む。
第9話では、アステロイドベルトでのシュルツとの会戦時、シュルツ艦に体当たり攻撃を仕掛けられて衝突寸前まで接近されるが、ロケットアンカーをシュルツ艦の側面に打ち込み、危機的状況から回避に成功する。
『宇宙戦艦ヤマト 完結編』
都市衛星ウルク戦において、瓦礫で艦載機発進口が押さえつけられてコスモタイガー隊が発進不可能な状態に陥っていた際、艦前方の地面に打ち込んでウインチのように巻き上げることにより、艦尾を持ち上げる。
リメイクアニメ作品
『宇宙戦艦ヤマト2199』
第3話では、浮遊大陸へ不時着する際に左舷方向の崖に打ち込み、艦にブレーキをかける。第13話では、次元潜航艦UX-01の攻撃から逃れるため、原始恒星系の微惑星の影へ隠れた際、微惑星に打ち込まれる。第23話では、波動砲の発射に際して大ガミラス帝星の総統府に打ち込み、艦体を固定している。
なお、使用シーンこそないが、本作では金剛型宇宙戦艦や磯風型突撃宇宙駆逐艦にも、旧式のロケットアンカーが装備されているという設定が存在する（ただし、その設定が記載されているのはディテールアイデアやデザインコンセプト段階の画である）。
『宇宙戦艦ヤマト2199 星巡る方舟』
終盤、敵旗艦メガルーダに対して使用。追撃中の相手艦の艦尾に打ち込み、足止めしつつ距離を詰めて近接戦闘に持ち込むのに利用される。
本作の戦闘は外連味を重視しており、このシーンについてもチーフメカニカルディレクターの西井正典の「野蛮にやろう」「ロケットアンカーを戦闘のどこかで使いたい」といった意見に、パルスレーザーを使った近接戦闘などの他のアイデアを組み合わせて仕上がった。西井は「ロケットアンカーを武器として使うことができて満足している」と舞台挨拶で述べ、総監督の出渕裕も賛同している。前述した通りロケットアンカー好きである玉盛も、見どころとして挙げている。
また、劇中のモニターより、「97式噴進空間錨」という正式名称が判明する。
『宇宙戦艦ヤマト2202 愛の戦士たち』
第6話において、気流の激しい渓谷内での艦体の固定に使用。
また、アンドロメダ級にも前部舷側の「多目的投射器」という装備の機能の1つとしてロケットアンカーが搭載されている。デザインはヤマトのものとは異なる（担当は同じく玉盛）。第21話における白色彗星からの脱出の際には、アンドロメダ改がこれをヤマトに打ち込んで曳航している。
皆川ゆかの小説版では、序盤の浮遊大陸での対メダルーサ級戦において古代の乗る金剛改型がロケットアンカーを使用。前作でのメガルーダ戦と同じ戦法を用いてメダルーサ級を撃破している。

## 類似の装備品
『それゆけ!宇宙戦艦ヤマモト・ヨーコ』
格闘戦艦ハクホーイン・アヤノ・エリザベスが重力アンカーを8基装備している。重力波によって敵艦を拘束し（原作ではアンカー部が敵艦と接触していなくても拘束できるが、アニメでは敵艦に吸着している）、投げ技や締め技をかける。
『潜水艦スーパー99』
艦が潮流に流されて岩礁にぶつかりそうになった際、後部魚雷発射管から非常制動魚雷を発射し、周囲の岩に喰い込ませて衝突を防いだ。